# 三国村 (岡山県)
三国村（みくにそん）は、岡山県和気郡にあった村。
現在の備前市吉永町加賀美、吉永町笹目、吉永町多麻、吉永町都留岐に当たる。美作、播磨地域に接する備前地域の村であった。

## 沿革
- 1888年7月23日 - 三国村初代村長に竹内大八郎が選ばれた 。
- 1889年6月1日 - 町村制施行に伴い、和気郡加賀美村、笹目村、多麻村、都留岐村が合併し、三国村となる。
- 1954年3月1日 -　吉永町神根村三国村合併義決を行った（藤本均26代村長）。
- 1954年3月1日 - 和気郡吉永町、神根村と合併、新たに吉永町となる（昭和25年国勢調査276世帯1498人）。

## 参考事項
- 1878年7月22日 - 都留岐に戸長役場を設けた。
- 1879年2月 - 第7回岡山県議選挙に三村久吾が当選した。
- 1872年11月23日 - 滝谷小学校を創設。生徒数23人。
- 1874年 - 大藤村に小学校出張所を設けた。
- 1875年 - 大藤小学校出張所を大藤小学校。牛中に牛中小学校。飯掛に飯掛小学校を設置した。
- 1905年 - 無限責任三国信用組合を設けた。
- 1914年11月10日 - 大股火打坂間の道路改修計画を決定（四年度着手、工費10380円）他に飯掛成林万能池間（1000円）尻山田屋間 （3900円）村長藤本房吉　村長長尾見鶴。